# Frans Timmermans
Frans Timmermans, nizozemski politik in diplomat, * 6. maj 1961, Maastricht, Nizozemska.
Trenutno opravlja funkcijo prvega podpredsednika Evropske komisije, ki jo je prevzel že v času Junckerjeve komisije. Pred tem je opravljal funkcijo nizozemskega zunanjega ministra. 
Na evropskih volitvah 2019 ga je Stranka evropskih socialistov nominirala za svojega vodilnega kandidata. Predsednica komisije Ursula von der Leyen ga je 10. septembra 2019 predlagala za izvršnega podpredsednika Evropske komisije.
Julija 2023 je Timmermans sporočil, da se bo vključil v volilno kampanjo zavezništva GroenLinks–PvdA na Nizozemskem, tudi z namero, da postane naslednji predsednik nizozemske vlade. 22. avgusta 2023 so ga člani obeh strank izvolili za glavnega kandidata, s tem pa je odstopil kot evropski komisar.